# Uppsala RFC
Uppsala RFC (Rugby Football Club), är Uppsalas enda rugbyförening. Föreningen grundades 1965 och är en av Sveriges äldsta. Klubben har, förutom herr- och damlag, en ständigt växande ungdomsverksamhet. I folkmun har herrlaget historiskt kallats Plebs, ett namn som ibland används även om klubben i stort. Uppsala RFC:s hemmaplan kallas Fyrisfjädern, och är belägen i anslutning till bad- och sportanläggningen Fyrishov, i de norra delarna av Uppsala.
Uppsala RFC har tre SM-guld för herrar (1969, 1970 samt 1977), medan damlaget har tagit flera SM-silver i 15-manna och ett SM-brons i 7-manna (2007). Flera av ungdomslagen har också vunnit SM-medaljer under 2020-talet. Klubben har haft representanter i olika landslag (dam, herr, P18, F18) genom tiderna.
Flera spelare har från URFC har tilldelats utmärkelsen "Stor grabb", till exempel Mats "KG" Karlsson, som är en av svensk rugbys stora genom tiderna, fostrad i Uppsala RFC och med bland annat 28 stycken landskamper.